# Euphorbia boinensis
Espèce
Statut de conservation UICN

 CR (Possibly Extinct) B1ab(iii)+2ab(iii) : 
En danger critique
Euphorbia boinensis est une espèce de plantes à fleurs de la famille des Euphorbiacées endémique de Madagascar.